# Meteorologiåret 1924

## Händelser

### Januari
- 8 januari - Snöstorm hopar is på svenska östkusten.
- 25 januari - Svåra isförhållanden inträffar på svenska östkusten efter en flera dagars köldvåg.

### Februari
- 5 februari - En våldsam snöstorm rasar över större delen av Sverige. Sjöfarten ställs in nästan helt.
- 19 februari - Den första väderrapporten i rundradio i Sverige sänds [1].
- 22 februari - De båda Finlandsångarna Nordstjernan och Heimdall fastnar i den svåra isen nära Söderarms fyr.

### Mars
- Mars-oktober - Södra  och mellersta Sverige drabbas av översvämningar [2].
- 1 mars - Trelleborgs hamn blockeras av ismassor.
- 11 mars - Den svenska ångfärjan mellan Malmö och Köpenhamn fastnar i isen och blir liggande 800 meter från Malmös hamn.
- 28 mars – 25 inch snö faller i södra Minnesota, USA och bryter den torka som där råder [3].

### April
- 7 april - I Marble Bar, Western Australia, Australien har temperaturen varit över 100 °F (37.8 °C) i 160 dagar, med start 31 oktober 1923 [4]
- 9 april - I Karasjok, Norge noteras norskt köldrekord för månaden med - 36,5 °C [5].

### Maj
- 8 maj – Snöstormar härjar i Minnesota, USA och 4 inch uppmäts på vissa ställen [6].

### September
- 12 september - Ångaren Teodor av Lilla Edet kantrar och sjunker under hård storm på Vänern. En städerska omkommer.
- 21 september – Stormar med en hastighet av 64 mph härjar i Duluth i Minnesota, USA [7].

### Oktober
- 22 oktober - Svenska Lloyds ångare Fylgia går under i en storm på Bottenhavet. Alla 22 ombordvarande omkommer.

### December
- 14 december – Temperaturen i Helena i Montana, USA faller med 79 grader på 24 timmar [8].
- 17 december
  - Med temperaturen - 42 °C i Calgary i Alberta, Kanada upplever orten sin kallaste decembernatt någonsin [9].
  - Isstormar härjar i centrala Illinois, USA [8].
- 25 december – Sverige upplever en typiskt "grön jul" [10].

## Födda
- 29 januari – Joseph Smagorinsky, amerikansk meteorolog, National Oceanic and Atmospheric Administrations första direktör.
- 17 februari – Aksel Wiin-Nielsen, dansk meteorolog och geofysiker.
- 25 maj – David Atlas, amerikansk meteorolog.

## Avlidna
- 16 mars – Alfred Angot, fransk geofysiker, meteorolog och astronom.
- 23 mars – Thomas Corwin Mendenhall, amerikansk autodidakt fysiker och meteorolog.
- Okänt datum – Wilhelm Brennecke, tysk meteorolog och oceanograf.

### Fotnoter
1. ↑  John Pohlmans blogg 6 juni 2010 - SMHA-SMHI Arkiverad 15 december 2010 hämtat från the Wayback Machine.
2. ↑  SMHI
3. ↑  ”Arkiverade kopian”. Arkiverad från originalet den 11 juni 2014. https://web.archive.org/web/20140611100013/http://climate.umn.edu/pdf/day_in_weather_history/march_wx_history.pdf. Läst 26 januari 2015.
4. ↑  ”Marble Bar heatwave, 1923-1924”. Australian Climate Extremes. Bureau of Meteorology. Arkiverad från originalet den 17 mars 2009. https://pandora.nla.gov.au/pan/96122/20090317-1643/www.bom.gov.au/lam/climate/levelthree/c20thc/temp1.html. Läst 21 september 2008.
5. ↑  ”MET”. Arkiverad från originalet den 27 september 2010. https://web.archive.org/web/20100927134251/http://met.no/?module=Articles;action=Article.publicShow;ID=2894. Läst 6 februari 2011.
6. ↑  ”Arkiverade kopian”. Arkiverad från originalet den 16 juli 2010. https://web.archive.org/web/20100716103814/http://www.climate.umn.edu/pdf/day_in_weather_history/may_wx_history.pdf. Läst 16 februari 2011.
7. ↑  ”Arkiverade kopian”. Arkiverad från originalet den 26 juli 2010. https://web.archive.org/web/20100726102501/http://www.climate.umn.edu/pdf/day_in_weather_history/september_wx_history.pdf. Läst 16 februari 2011.
8. 1 2  ”Arkiverade kopian”. Arkiverad från originalet den 15 december 2010. https://web.archive.org/web/20101215013148/http://climate.umn.edu/pdf/day_in_weather_history/december_wx_history.pdf. Läst 16 februari 2011.
9. ↑  ”Dan, Dan the Weatherman's Canadian Weather Trivia Page”. Arkiverad från originalet den 9 september 2013. https://web.archive.org/web/20130909001246/http://www.dandantheweatherman.com/cantriv.html. Läst 7 mars 2011.
10. ↑  När Var Hur 2003, DN